# گرانیتتس
گرانیتتس (به بلغاری: Granitets) یک منطقهٔ مسکونی در بلغارستان است که در استان بورگاس واقع شده‌است.